# Station Seta
Station Seta  (瀬田駅,  Seta-eki) is een spoorwegstation in de Japanse stad Ōtsu. Het wordt aangedaan door de Biwako-lijn. Het station heeft vier sporen, gelegen aan twee eilandperrons.

## Treindienst

### JR West
| 1,2 | ■ Biwako-lijn | richting Kioto en Ōsaka               |
| 3,4 | ■ Biwako-lijn | richting Kusatsu, Maibara en Nagahama |

## Geschiedenis
Het station werd in 1969 geopend.

## Overig openbaar vervoer
Bussen van de Ōmi Spoorwegmaatschappij en Teisan Kōnan Kōtsū.